# Imants Kokars
Imants Kokars (16. august 1921 i Gulbene i Letland – 24. november 2011 i Riga i Letland) var en lettisk dirigent, rektor, pædagog og professor.
Kokars og hans tvillingebror Gido Kokars fødtes omkring midnat, og ved et tilfælde fødtes Imants på den ene side af midnat den 16. august, og Gido på den anden side af midnat, den 17. august 1921. De voksede op sammen i Vecgulbenes pagasts.
Kokars fik sin uddannelse ved Letlands Statskonservatorium kordirigent-afdeling, hvor han dimitterede fra i 1956. Han begyndte dog allerede i 1948 at virke som leder for et blæseorkester i Cēsis distrikt. Kokars har dirigeret Cēsis Lærerinstituts Kor under blandt andet Lettisk Sang og Dans Festival, og har vundet priser med adskillige andre kor, herunder blandt andet mandskoret "Dziedonis", det blandede kor "Beverīna" og kammerkoret "Ave Sol" fra Riga.
Han arbejdede ved Letlands Statskonservatorium, hvor han i perioden fra 1963 til 1975 var docent og ældste pædagog, og fra 1975 til 2000 – professor. I perioden fra 1975 til 1990 var han desuden konservatoriets rektor. Desuden virkede han i midten af det 20. århundrede som lærer ved Gulbene mellemskole, Rigas Pædagogiske Institut og som kormester for Latvijas Radio kor.
Imants Kokars udnævntes den 12. april 1995 til Kommandør af Trestjerneordenen.